# Paramakudi
Paramakudi là một thành phố và khu đô thị của quận Ramanathapuram thuộc bang Tamil Nadu, Ấn Độ.

## Nhân khẩu
Theo điều tra dân số năm 2001 của Ấn Độ, Paramakudi có dân số 82.239 người. Phái nam chiếm 50% tổng số dân và phái nữ chiếm 50%. Paramakudi có tỷ lệ 74% biết đọc biết viết, cao hơn tỷ lệ trung bình toàn quốc là 59,5%: tỷ lệ cho phái nam là 80%, và tỷ lệ cho phái nữ là 68%. Tại Paramakudi, 12% dân số nhỏ hơn 6 tuổi.